# Kathedralbasilika Maria Immaculata (Bulawayo)

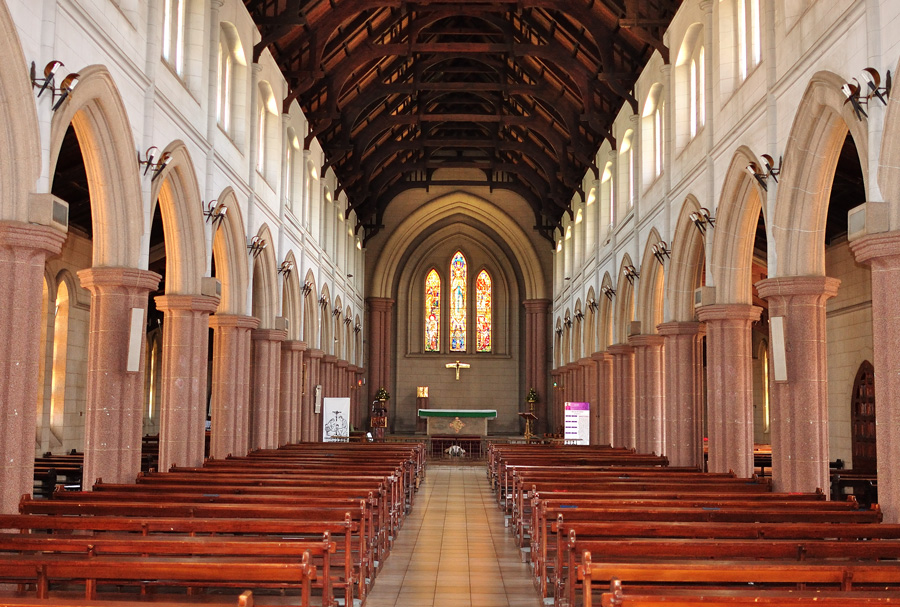
Innenraum der Kathedrale

Die Kathedralbasilika Maria Immaculata (engl.: Cathedral Basilica of the Immaculate) ist eine römisch-katholische Kathedrale in Bulawayo, Simbabwe. Die der Unbefleckten Empfängnis gewidmete Kirche ist Sitz des Erzbistums Bulawayo und trägt den Titel einer Basilica minor.

## Geschichte
Die Planung der Kirche geht zurück auf die Aktivitäten der Jesuiten, die Mitte der 1890er Jahre eine kleine Kapelle in Bulawayo gebaut hatten. Der Grundstein wurde am 25. März 1903 von dem apostolischen Präfekten von Sambesi, Bischof Riccardo Sykes, gelegt und gesegnet. Die Kirche wurde von kroatischen Bauarbeitern in der Form einer dreischiffigen Basilika aus Granit eines lokalen Steinbruchs errichtet. Der erste Gottesdienst wurde am Ostersonntag, dem 3. April 1904, durch den Bischof von Kimberley, Matthew Gaughren OMI, gefeiert. Von 1920 bis 1955 diente sie als Pro-Kathedrale, seitdem ist sie die Kathedrale des neu geschaffenen Bistums Bulawayo. Eine bedeutende Erweiterung der bestehenden Kirche durch Verlängerung der Haupt- und Seitenschiffe zur Verdopplung ihrer Kapazität wurde Mitte 1957 begonnen, die vergrößerte Kirche wurde am 22. November 1959 geweiht.

## Ausstattung
Bedeutende Teile der Kirchenausstattung bilden der monolithische Altarblock und die Statuen von St. Patrick, Ignatius von Loyola und St. Francis Xavier. Die Kreuzwegstationen, zu denen die Bilder an den Innenwänden gehören, kamen 1911 aus England.

## Würdigungen
Papst Johannes Paul II. besuchte die Kathedrale im September 1988. Am 21. Juni 2013 erhob Papst Franziskus die Kirche als erste in der Entwicklungsgemeinschaft des südlichen Afrika in den Status einer Basilica minor. Die Deklaration wurde am 31. August 2013 vom Apostolischen Nuntius von Simbabwe, dem Erzbischof George Kocherry, ausgeführt.